# Josef Schraffl

Josef Schraffl (1919)

Josef Schraffl (* 13. Juni 1855 in Sillian, Tirol; † 11. Jänner 1922 in Innsbruck) war ein österreichischer Politiker (CS) und Landeshauptmann von Tirol in den Jahren von 1917 bis 1921.

## Erste politische Schritte
Josef Schraffls Vater betrieb in Sillian im Pustertal eine kleine Landwirtschaft und eine mit einer Gastwirtschaft verbundene Gemischtwarenhandlung. Der junge Schraffl wurde für die kaufmännische Laufbahn bestimmt. Als er 17 Jahre alt war, starb sein Vater und er musste die väterlichen Betriebe übernehmen. Bald wurde er Obmann des Sillianer Bauernvereines und schon 1884 oder 1885 wählte man ihn zum Bürgermeister seiner Heimatgemeinde. Er übte das Bürgermeisteramt bis 1908 aus. 1897 wurde die örtliche Raiffeisenkasse gegründet und Schraffl zu ihrem ersten Obmann gewählt.

## Politischer Aufstieg
Im Dezember 1898 fand im Landgemeindebezirk Lienz-Sillian-Matrei eine Ersatzwahl für Landtag statt, bei der Schraffl zum ersten Mal in diese Körperschaft entsendet wurde. Im Jahre 1900 wurde der über Osttirol hinaus relativ wenige bekannte Bürgermeister von Sillian gegen den konservativen Exminister Josef Freiherr Di Pauli als Kandidat „Mitteltirols“ – etwa das heutige Südtirol – für den damaligen Reichsrat aufgestellt. Mit knapper Mehrheit entschied Josef Schraffl Anfang 1901 die Abstimmung für sich. Schon im Wahlkampf hatten sich die besonderen politischen Fähigkeiten Schraffls, seine Rednergabe, sein Organisationstalent, vor allem aber seine Volksverbundenheit gezeigt.

## Gründung des Tiroler Bauernbundes
Die Wahl von 1901 leitete den Aufstieg der Christlichsozialen Partei in Tirol ein. Schraffl zählte neben Ämilian Schöpfer zu den anerkannten Führern der Partei. Am 5. Juni 1904 wurde in Sterzing der Tiroler Bauernbund gegründet. Vorkämpfer und Gründer dieser Standesorganisation waren vor allem Prälat Ämilian Schöpfer, der Volksschriftsteller Sebastian Rieger – bekannter als „Reimmichl“ – und Josef Schraffl.
Schraffl hatte den Bauerntag in Sterzing durch eine ungeheure Versammlungstätigkeit eingeleitet und wurde auch zum ersten Obmann des Bundes gewählt. Er behielt die Führung des Bauernbundes bis zu seinem Tode und er ist es, der die Standesorganisation der Tiroler Bauern zu einem maßgebenden Faktor der Tiroler Landespolitik machte. Als Obmann des Tiroler Bauernbundes konnte er viel für eine soziale und materielle Besserstellung des Bauernstandes erreichen. Ein Leitartikel des Tiroler Volksboten im Jahre 1905 konnte Schraffl den beliebtesten Volksmann Tirols nennen. 1908 wurde Schraffl in den Landesausschuss gewählt – was etwa der heutigen Landesregierung entspricht – in dem er die Referate für Verkehr und Straßenbau übernahm. 1914 wurde er zum Präsidenten des Landeskulturamtes bestellt.
Schraffl war Mitbegründer und später Präsident der Tiroler Bauernsparkasse, der Agrarbank und des Kreditvereins. Viele seiner Pläne für eine modernere Landwirtschaft und für die Nutzung der wirtschaftlichen Kräfte des Landes konnten erst nach seinem Tod verwirklicht werden. ´

## Landeshauptmann von 1917 bis 1921
Josef Schraffl folgte 1917 dem populären Theodor von Kathrein als letzter Landeshauptmann von Tirol im Kaiserreich Österreich-Ungarn nach. Mit Ende des Ersten Weltkrieges kamen die südlichen Teile der Region durch den Vertrag von Saint-Germain an Italien. Die italienische Annexion Südtirols wurde im Oktober 1920 formal abgeschlossen. Josef Schraffl beantwortete die Maßnahme noch im November desselben Jahres mit der Abhaltung einer offiziellen Trauerkundgebung des Tiroler Landtags in Innsbruck.
Nach dem endgültigen Zusammenbruch trat Schraffl gemeinsam mit anderen Ländervertretern für die Errichtung einer Republik ein, was dem Willen der in Innsbruck versammelten Tiroler Volksvertreter entsprach. Auch die Rückführung der demobilisierten Truppen und die Versorgung der Bevölkerung in den Nachkriegsjahren fielen in Schraffls Amtszeit.

## Politisches Ende

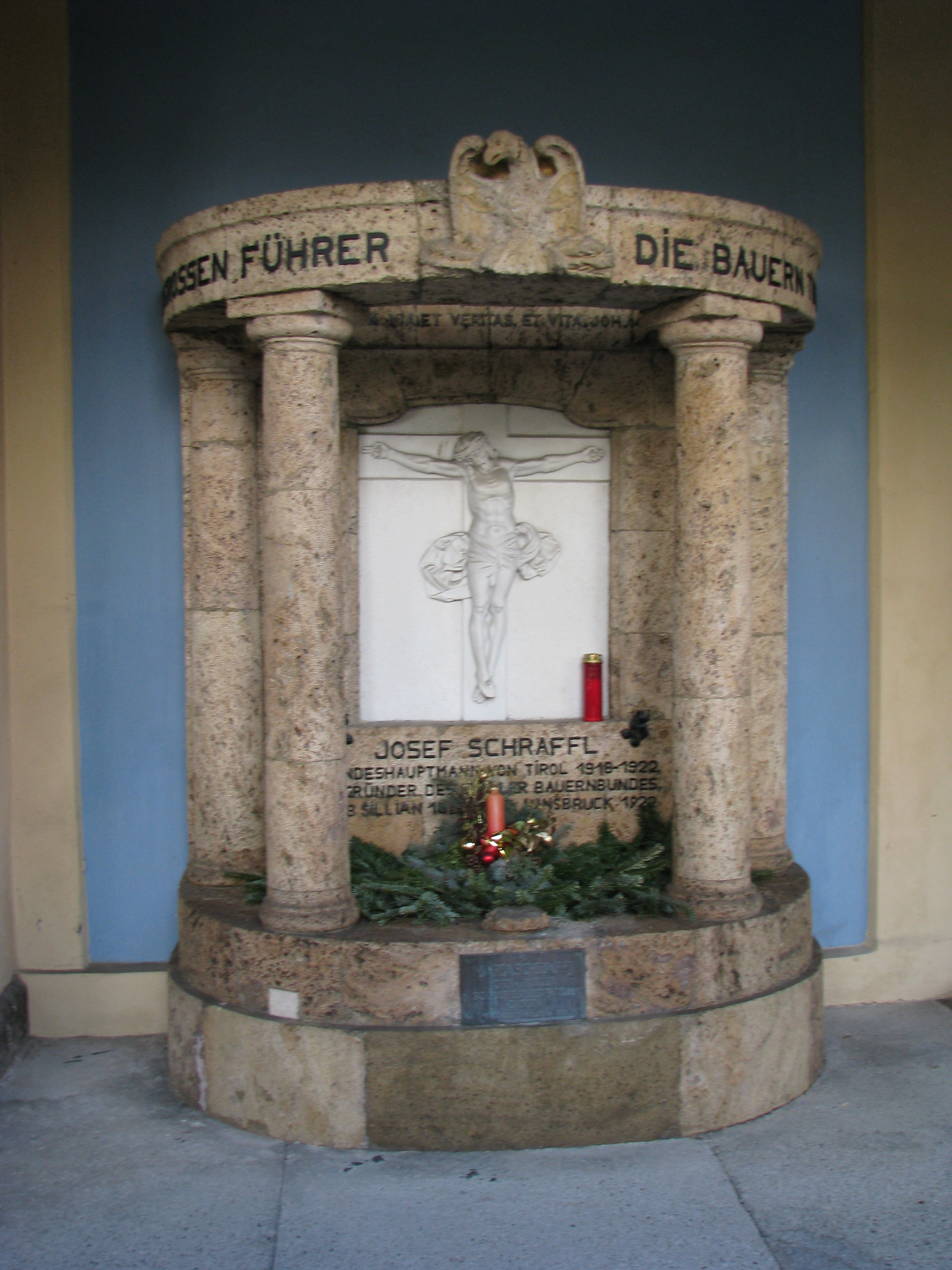
Grab Schraffls am Innsbrucker Westfriedhof

1920 unterlag er bei den Nationalratswahlen im Osttiroler Wahlkreis seinem Parteikollegen Aemilian Schöpfer, früher sein Freund und Förderer, jetzt einer seiner heftigsten Gegner, vor allem in der Frage eines wirtschaftlichen Anschlusses Tirols an Bayern.
Dieser Misserfolg brachte in die bisher unbestrittene Vormachtstellung Schraffls den ersten Riss. Als es im Frühjahr 1921 wieder zu Landtagswahlen kam, war die Stellung Schraffls im Lande schon erschüttert. Schraffl erkannte selbst die Aussichtslosigkeit seiner Kandidatur und trat für die Wahl Franz Stumpfs zum Landeshauptmann ein. Im Juni 1921 wurde dieser an die Spitze der Landesregierung berufen. Der Landtag entsendete Schraffl in den Bundesrat. Schraffls Hauptarbeit blieb aber immer dem Bauernbund gewidmet.
Josef Schraffl starb am 11. Jänner 1922 nach kurzer Krankheit im Alter von 67 Jahren in Innsbruck.